# 星の銀貨
「星の銀貨」（ほしのぎんか、独: Die Sterntaler, KHM 153）は、『グリム童話』に収録されている作品である。

## あらすじ
むかし、あるところにたいそう貧しい少女がいた。彼女の両親は亡くなってしまい、住むところも食べるものも着るものもなかった。親切な人からもらったひとかけらのパンと彼女が着ている服だけが彼女に残された唯一のものであった。
しかし、彼女はとても良い心の持ち主だった。彼女が道を歩いていると、おなかを空かせた男に出会う。彼女はためらいもなく男にパンを渡し、また歩き出す。今度は寒がっている少年に出会う。彼女は親切に着ているフードを差し出し、また歩き出す。すると、また別の寒がっている少年に出会う。彼女は着ているワンピースを少年に与え、歩き出す。そうしているとまた別の少年が現れ、彼女に唯一残された下着を欲しがる。彼女は下着もその少年にあげてしまう。
やがて、着るものも食べるものも失ってしまった彼女がその場に立っていると、星が彼女のもとに降ってくる。彼女の行いを神がほめたためだった。降ってきた星は銀貨となり、少女は裕福に暮らしたのだった。